# 下落
| ウィキペディアには「下落」という見出しの百科事典記事はありません（タイトルに「下落」を含むページの一覧/「下落」で始まるページの一覧）。 代わりにウィクショナリーのページ「下落」が役に立つかもしれません。 |